# Кубок мира по конькобежному спорту 2020/2021 (этап 1)
Первый этап Кубка мира по конькобежному спорту в сезоне 2020/2021 прошёл с 22 по 24 января 2021 года на катке Тиалф, Херенвен, Нидерланды. Забеги проводились на дистанциях 500, 1000 метров, 1500 метров, масс-старте, командной гонке, а также на 3000 метров у женщин и 5000 метров у мужчин.
Это первый из двух этапов сезона 2020/2021. Такое положение сложилось из-за пандемии коронавируса (первые четыре этапа были отменены). По решению ИСУ оба этапа, а также предшествовавший им чемпионат Европы и последующий чемпионат мира чемпионат мира на отдельных дистанциях будут проведены в течение месяца в Херенвене.

## Призёры

### Мужчины
| Дистанция       | Забеги    | Золото                                                   | Время            | Серебро                                                                       | Время            | Бронза                                                | Время            |
| 500 м           | 1-й забег | Дай Дай Нтаб · Нидерланды                                | 34,55            | Лоран Дюбрёй · Канада                                                         | 34,65            | Руслан Мурашов · Россия                               | 34,66            |
| 500 м           | 2-й забег | Артём Арефьев · Россия                                   | 34,45            | Дай Дай Нтаб · Нидерланды                                                     | 34,65            | Леннарт Велема · Нидерланды                           | 34,74            |
| 1000 м          |           | Томас Крол · Нидерланды                                  | 1:07,48          | Кай Вербей · Нидерланды                                                       | 1:07,57          | Павел Кулижников · Россия                             | 1:07,63          |
| 1500 м          |           | Томас Крол · Нидерланды                                  | 1:43,24          | Патрик Руст · Нидерланды                                                      | 1:44,45          | Кьелд Нёйс · Нидерланды                               | 1:44,66          |
| 5000 м          |           | Патрик Руст · Нидерланды                                 | 6:05,14 TR       | Свен Крамер · Нидерланды                                                      | 6:11,80          | Сергей Трофимов · Россия                              | 6:11,94          |
| Командная гонка |           | Нидерланды · Крис Хёйзинга · Свен Крамер · Беау Снеллинк | 3.40,33          | Норвегия · Хальгейр Энгебротен · Аллан Даль Йоханссон · Сверре Лунде Педерсен | 3.41,62          | Канада · Джордан Бельчос · Тед-Ян Блумен · Коннор Хоу | 3.41,71          |
| Масс-старт      |           | Арьян Струтинга · Нидерланды                             | 7:18,90 60 очков | Ливио Венгер · Швейцария                                                      | 7:19,16 40 очков | Барт Свингс · Бельгия                                 | 7:19,33 20 очков |

### Женщины
| Дистанция       | Забеги    | Золото                                                    | Время           | Серебро                                                     | Время            | Бронза                                                       | Время           |
| 500 м           | 1-й забег | Фемке Кок · Нидерланды                                    | 37,08           | Ангелина Голикова · Россия                                  | 37,30            | Хизер Маклин · Канада                                        | 37,36           |
| 500 м           | 2-й забег | Фемке Кок · Нидерланды                                    | 37,27           | Ангелина Голикова · Россия                                  | 37,30            | Ольга Фаткулина · Россия                                     | 37,40           |
| 1000 м          |           | Бриттани Боу · США                                        | 1:13,60         | Йорин Тер Морс · Нидерланды                                 | 1:13,94          | Фемке Кок · Нидерланды                                       | 1:14,07         |
| 1500 м          |           | Бриттани Боу · США                                        | 1:53,88         | Ирен Вюст · Нидерланды                                      | 1:54,57          | Антоинетте де Йонг · Нидерланды                              | 1:54.71         |
| 3000 м          |           | Ирен Схаутен · Нидерланды                                 | 3:57,15 TR      | Антоинетте де Йонг · Нидерланды                             | 3:58,52          | Йой Бёне · Нидерланды                                        | 3:58,90         |
| Командная гонка |           | Канада · Ивани Блонден · Изабель Вайдеман · Валери Мальте | 2:56,71         | Нидерланды · Карлейн Ахтеректе · Мелисса Вейфье · Ирен Вюст | 2:57,04          | Норвегия · Марит Фьеллангер Бём · Ида Ньотун · Рагне Виклунд | 2:59,24         |
| Масс-старт      |           | Ирен Схаутен · Нидерланды                                 | 8:34,02 64 очка | Ивани Блонден · Канада                                      | 8:34,46 40 очков | Марейке Груневауд · Нидерланды                               | 8:34,57 22 очка |